# Хоттабыч
Гассан Абдуррахман ибн Хоттаб (араб. غَسَّان عَبْدُ ٱلرَّحْمَٰنِ بْنُ خَطَّاب‎), или Хоттабыч, — джинн, один из главных героев повести-сказки «Старик Хоттабыч» (1938; книжное издание 1940), написанной Лазарем Лагиным.

## Биография
Хоттабыч — «тощий и смуглый старичок с бородой по пояс». Очень добр, хотя и весьма вспыльчив и горд, любит иногда прихвастнуть. Способен на глубокую и искреннюю привязанность, обладает подвижным и лукавым умом, весьма эмоционален. Ко времени событий повести Хоттабычу было примерно 3732 года (в фильме указывается 3732 года и 5 месяцев).
Имеет брата Омара Юсуфа, к которому очень привязан, несмотря на прескверный характер последнего (в фильме брат отсутствует). Судя по данным анкеты, которую он заполнял в эпилоге повести, круглый сирота и холост.
О жизни джинна Гассана Абдуррахмана ибн Хоттаба до заточения в сосуде мало что известно. Но из его слов можно заключить, что он был из правоверных джиннов, служил Сулейману ибн Дауду (в фильме — царю джиннов Джирджису), то есть Соломону, был «владыкой телохранителей из джиннов», повелевающим неизмеримым войском джиннов, шайтанов и маридов. Вместе с братом Омаром Юсуфом ибн Хоттабом ослушался Сулеймана и был заточён в глиняном кувшине.
Во время событий повести (середина XX века) был найден пионером Волькой Костыльковым и выпущен на волю. Принял решение служить своему спасителю.
К концу описанных в повести событий увлёкся радиотехникой (в фильме становится цирковым иллюзионистом).

## В кино
Роль Хоттабыча в фильме 1956 года «Старик Хоттабыч» исполняет Николай Волков. Сюжет фильма незначительно отличается от книжного, трактовка образа почти полностью совпадает с авторской. В фильме 2006 года его роль исполнил Владимир Толоконников.

## Присказка Хоттабыча
Популярная «в народе» присказка Хоттабыча при колдовстве «Трах-тибидох» присутствует в радиоспектакле 1958 года (изданном также на грампластинке), но её нет ни в книге, ни в фильме. Практически единственное «озвученное» заклинание джинна присутствует в первом издании книги (1938 года) и её современных репринтах:
Вместо ответа Хоттабыч, кряхтя, приподнялся на ноги, вырвал из бороды тринадцать волосков, мелко их изорвал, выкрикнул какое-то странное слово «лехододиликраскало» и, обессиленный, опустился прямо на опилки, покрывающие арену.
В более поздних советских изданиях этого слова нет, но написано:
Вместо ответа Хоттабыч, кряхтя, приподнялся на ноги, вырвал из бороды тринадцать волосков, мелко их изорвал, выкрикнул какое-то странное и очень длинное слово и, обессиленный, опустился прямо на опилки, покрывающие арену.
Слова заклинания совпадают с первой строкой иудейского литургического гимна «Леха доди» в ашкеназском (восточноевропейском) произношении и означают «Иди, мой Возлюбленный, навстречу невесте». В современном стандартном иврите (опирающемся на сефардское произношение) фраза звучит: «Леха доди ликрат кала…».

## Культурные аллюзии
Образ джинна Хоттабыча, исполняющего желания с помощью своей бороды, давно уже стал народным. Распространились анекдоты и шутки про Хоттабыча и Вольку, в которых обычно муссируются недетские темы.

### Песня Высоцкого
Книга о Хоттабыче, а также некий джинн, появляющийся из бутылки, упоминаются в «Песне-сказке про джинна» (1967) Владимира Высоцкого. Её главный герой, выпивоха, жизненное кредо которого — «Ну, если я чего решил — я выпью-то обязательно» — открывает очередную бутылку, из которой, к его удивлению, появляется джинн и предлагает ему за своё спасение избить кого-нибудь, «можно даже двух».
Алкоголик «вспомнил детский детектив — „Старика Хоттабыча“» и попросил у джинна вино, а потом «до небес дворец». Однако джинн заявил ему: «Мы таким делам вовсе не обучены, и кроме мордобитиев — никаких чудес!» На этой почве между ними произошла ссора, в процессе которой джинн ударил выпивоху. Тот «побежал, позвонил в милицию». Подъехавшие стражи порядка "вывели болезного, руки ему за спину, и с размаху бросили в «чёрный воронок». Дальнейшая судьба джинна его «освободителю» неизвестна:

…Что с ним стало? Может быть, он в тюряге мается?

Чем в бутылке —

Лучше уж в Бутырке

                                   посидеть!

Ну а может, он теперь боксом занимается? -

Если будет выступать, я пойду смотреть! 

### «Ну, погоди!»
В 16-м выпуске мультфильма «Ну, погоди!» Волку попадает в руки волшебная бутылка, простодушно распечатав которую, Волк выпускает на волю зайца-джинна.